# Педяш Олександр Дмитрович
Олександр Дмитрович Педяш (нар.29 березня, 1952 м. Пирятин  — пом.18 листопада 2006, м. Путивль, Сумська область)  — український поет, журналіст, член НСПУ.

## Життєпис
Народився в м. Пирятин Полтавської області. У 1958 р. разом із батьками переїхав до м. Путивль. Закінчив Путивльську школу № 2, філологічний факультет Сумського педагогічного інституту (1973).
Після його закінчення працював учителем української і російської мови та літератури, директором Садівської середньої школи (Сумський район), кореспондентом сумської районної газети «Вперед». Протягом 1979–1985 рр. — редактор, завідувач відділу телебачення Сумського обласного телерадіокомітету, протягом 1987–1989 — методист обласного клубу кінолюбителів.
У 1989 р. переїхав до м. Путивль. Працював відповідальним секретарем районної газети «Ленинский путь», завідувачем відділу радіоінформації, учителем Путивльської школи № 2 ім. Г. Базими. В останні роки працював у редакції районної газети «Путивльські відомості».
Лауреат обласної премії ім. Пилипа Рудя.

## Творчість
Довго не міг видати збірку «Спадщина» через проблеми з отриманням дозволу від цензурних органів. Після виходу у 1985 р. отримав багато схвальних відгуків від митців різних напрямів  — Роберт Третьяков, Володимир Затуливітер, Михайло Шевченко, Володимир Забаштанський[джерело?].
Видав 2 книги:
- 1985 р. — «Спадщина»
- 1990 р. — «Обираю дорогу»
- 2005 — «Дипти»

### Рецензії та відгуки на книги
- Гризун А. Спадщина // Ленінська правда.  — 1985, 29 березня.
- Хвостенко Г. Рядки, озвучені серцем // Червоний промінь.  — 1985, 16 квітня.
- Марцінко Б. Уроки, що зобов'язують // Прапор.  — 1986, № 2.
- Гризун А. Світлий ліро-епос поета // Червоний промінь.  — 1990, 8 вересня.
- Садівничий В. Прагнення суті // Друг читача.  — 1990, 18 жовтня.
- Бощенко Н. Дорога в житті // Перемога.  — 1992, 12 лютого.